# San Francisco de las Sierras
San Francisco de las Sierras, auch als San Francisco de la Sierra bezeichnet, ist eine Ortschaft in Uruguay.

## Geographie
Sie befindet sich auf dem Gebiet des Departamento Lavalleja in dessen Sektor 1. Nordwestlich des Ortes ist die Departamento-Hauptstadt Minas gelegen.

## Einwohner
Die Einwohnerzahl von San Francisco de las Sierras beträgt 58 (Stand: 2011), davon 31 männliche und 27 weibliche. Für die vorhergehenden Volkszählungen der Jahre 1963, 1975, 1985, 1996 und 2004 sind beim Instituto Nacional de Estadística de Uruguay keine Daten erfasst worden.
| Jahr | Einwohner |
| ---- | --------- |
| 1996 | -         |
| 2004 | -         |
| 2011 | 58        |

Quelle: